# Литъл Джо 5Б

## Цели
Мисията, наречена Литъл Джо 5Б (на английски: Little Joe 5B) е изпитателен полет на системата за аварийно спасяване на космическия кораб Мъркюри, част от американската програма със същото име. Това на практика е повторение на успешно проведената преди това мисия Литъл Джо 5A.

## Полета
Литъл Джо 5Б е изстрелян на 28 април 1961 г. Капсулата достига височина от около 4,5 км на разстояние от около 14 км. Продължителността на полета е 5 минути и 25 секунди, а скоростта, достигната по време на полета е около 2865 км/ч, при ускорение 98 м/сек2 (10 g).
Капсулата се приземява благополучно и мисията е обявена за успешна. Тя има сериен номер 14А и e изложена в Космически център в Хемптън, Вирджиния.